# Кувшинка (приток Волги)
Кувшинка — река в России, протекает в Чувашской Республике по территории городского округа Чебоксары. Левый приток Волги.

## География
Река Кувшинка протекает по болотистой местности. Впадает в Чебоксарское водохранилище у населённого пункта Кувшинка в 1950 км по левому берегу реки Волги. Длина реки составляет 10 км, площадь водосборного бассейна — 114 км².

## Данные водного реестра
По данным государственного водного реестра России относится к Верхневолжскому бассейновому округу, водохозяйственный участок реки — Волга от устья реки Ока до Чебоксарского гидроузла (Чебоксарское водохранилище), без рек Сура и Ветлуга, речной подбассейн реки — Волга от впадения Оки до Куйбышевского водохранилища (без бассейна Суры). Речной бассейн реки — (Верхняя) Волга до Куйбышевского водохранилища (без бассейна Оки).
Код объекта в государственном водном реестре — 08010400312112100000033.